# Hugo Duphorn
Hugo Heinrich Wilhelm Duphorn (* 10. Juni 1876 in Eisenach; † 20. April 1909 in Halland in Schweden) war ein deutscher Landschaftsmaler.

## Leben

### Ausbildung und frühe Jahre
Duphorn wurde als Sohn des Bautischlers Otto Duphorn (1848–1900) und dessen Ehefrau Paula geb. Busch (1849–1919) geboren. Sein Vater, der als Theatermaschinen-Meister in Eisenach tätig war, erhielt 1880 am Oldenburgischen Staatstheater eine Anstellung als technischer Bühnenleiter und zog mit seiner Familie nach Oldenburg. Duphorn der zunächst die Stadtknabenschule und danach die Oberrealschule besuchte, wurde hier von dem Zeichenlehrer Andreas Speißer angeleitet, der schon Bernhard Winter und später auch Jan Oeltjen unterrichtet hatte. 1892 ging Duphorn jedoch zunächst nach Lübeck um zur See zu fahren. Er heuerte als Schiffsjunge an und fuhr bis 1894 auf dem Segelschiff Olga. Die erste Reise ging nach Australien, zwei weitere nach Norwegen und Portugal. Nach 19 Monaten musste er wegen Kurzsichtigkeit die Seefahrt aufgeben und machte ab Frühjahr 1894 eine Lehre bei einem Anstreicher in Oldenburg. 1894/95 arbeitete er im Malersaal des Oldenburger Theaters unter Wilhelm Mohrmann und nahm abends Zeichenunterricht im Kunstgewerbemuseum Oldenburg. Im Oktober 1895 meldete er sich freiwillig zum Oldenburgischen Infanterie-Regiment Nr. 91, in dem er bis zum September 1897 Wehrdienst leistete. Im selben Monat besuchte er zum ersten Mal den Moormaler Gerhard Bakenhus in Kreyenbrück, der auf die Anregung und Förderung junger Kollegen bedacht war. 1897 ging Duphorn nach München, wo er eine kurze Studienzeit in der Rosenthal-Malschule verbrachte. 1898 wechselte er nach Berlin, wo er von dem aus Oldenburg stammenden historistischen Kirchenmaler August Oetken angestellt wurde. Die Aufträge Oetkens führten ihn nach Breslau, Magdeburg, in den Harz und nach Rügen. Auf Anregung von Bakenhus machte Duphorn ab 1899 Naturstudien auf Wangerooge sowie in der Heide bei Oldenburg und fasste jetzt den Entschluss, sich ganz der Malerei zu widmen.

### Späteres Wirken
Duphorn besuchte ab 1900 die Großherzoglich-Sächsische Hochschule für bildende Kunst in Weimar und war hier als Schüler des Pleinair-Malers Theodor Hagen tätig. Er stieß hier auf die Schriften von Julius Hart, den er bald persönlich kennenlernte, unterbrach seine Studien und schloss sich der freireligiösen Neuen Gemeinschaft an, die von Julius Hart, seinem Bruder Heinrich Hart und weiteren gegründet wurde. Schon im Spätherbst 1900 zog er deshalb wieder nach Berlin und nahm im November ein Atelier in Steglitz über der Wohnung Julius Harts, mit dem er Freundschaft schloss. Im Wintersemester nahm Duphorn an Aktkursen im Kunstgewerbemuseum Berlin teil. Vornehmlich malte er allerdings Motive der märkischen Landschaft (so etwa Das Schweigen im Herbst). 1902 trat er aus der Neuen Gemeinschaft aus. Während einer Studienreise nach Bornholm lernte Duphorn seine spätere Frau Herdis Odderskov, eine Fotografin aus Jütland, kennen, die er am 11. August 1902 in Oldenburg heiratete. Das Ehepaar, das zwei Söhne und zwei Töchter hatte, wohnte zunächst im Neuenburger Schloss. Hier malte Duphorn Motive aus dem Neuenburger Urwald und beteiligte sich 1905 an der Nordwestdeutschen Kunstausstellung in Oldenburg. Ein großherzogliches Stipendium ermöglichte es ihm, 1904/05 sein unterbrochenes Studium an der Weimarer Akademie fortzusetzen. 1906 zog er mit seiner Familie nach Rastede. Hier freundete er sich mit Wilhelm Degode an. 1907 erwarb Duphorn das Gehöft Lilla Backa an dem von felsigen Ufern umgebenen See Kärnesjö in der schwedischen Provinz Halland. Im Frühjahr 1907 übersiedelte Duphorn mit seiner Familie nach Schweden und arbeitete hier weiterhin als Maler. 1909 verunglückte er auf dem brüchigen Eis des Sees und ertrank zusammen mit seinem ältesten Sohn und einem befreundeten pensionierten Lehrer.

## Ausstellungen
Duphorn konnte seine Werke u. a. auf den folgenden Ausstellungen präsentieren:
- Große Internationalen Kunstausstellung in Amsterdam (1904)
- Große Berliner Kunstausstellung
- Nordwestdeutsche Kunstausstellung in Oldenburg (1905)
- Großen Kunstausstellung in Hannover (1907)
- Nordwestdeutsche Kunstausstellungen in Bremen (1906–1907 und 1909)
- Leipzig (1901 und 1903)
- verschiedene Ausstellungen des Oldenburger Künstlerbundes (1908)
- jährliche Kunstausstellungen in Weimar (1903–1906),
- Wilhelmshaven (1902)

Außerdem organisierte er in Neuenburg eine erste Atelierausstellung (vermutlich 1903) und stellte im Herbst 1906 eine größere Anzahl seiner Arbeiten in seinem Atelier in Rastede aus.
Anlässlich seines 100. Todesjahrs fand 2009 im Palais Rastede eine große Duphorn-Ausstellung statt.

## Bewertung
Duphorn gilt als einer der profiliertesten und angesehensten Bakenhus-Schüler. Seine lyrisch gestimmten Landschaften verraten den Einfluss des Jugendstils.

## Als Namensgeber
In einem Neubaugebiet im Süd-Westen von Rastede ist eine Straße nach Duphorn benannt.